# Ворота Хульди

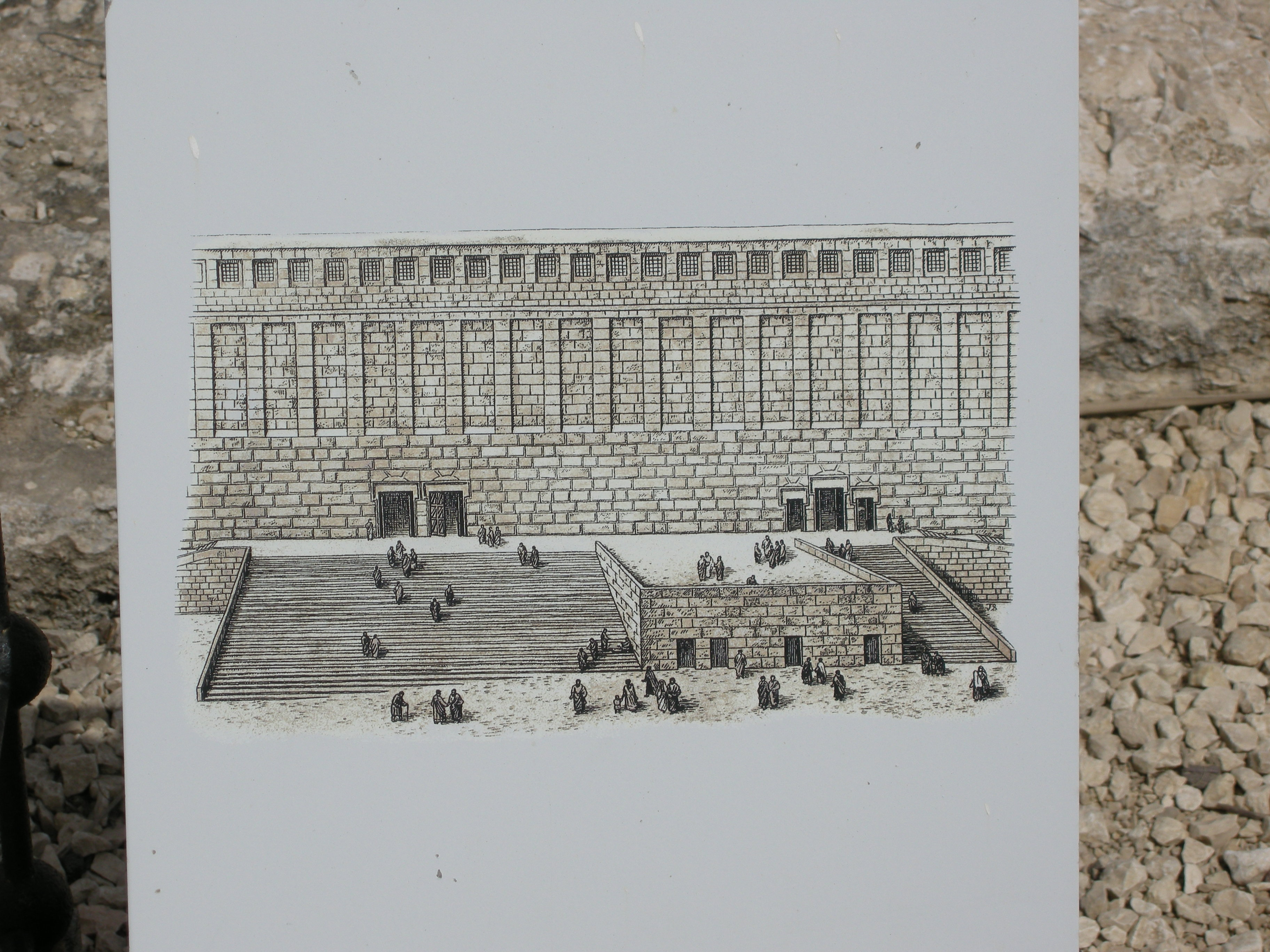
Реконструкція Воріт Хульди.

31°46′33.4″ пн. ш. 35°14′11.8″ сх. д. / 31.775944° пн. ш. 35.236611° сх. д.
Ворота Хульди (івр. שערי חולדה, Шаареі Хульда) — ансамбль з двох груп воріт, що на сьогодні замуровані, у південній стіні Храмової гори, розташовані в Старому місті Єрусалиму. У ансамблі на західній стороні видно дві замуровані арки, а на східній стороні — три арки воріт. Це були ворота, що служили відповідно входом на Храмову гору і виходом з неї із сторони Офеля, найстарішої частини Єрусалима.

## Назва
Цій назві приписуються два можливих походження. «Хульда» на івриті означає «кріт» або «ласиця», а тунелі, що ведуть нагору від цих воріт, викликали асоціацію з отворами або тунелями, якими користуються ці тварини. Другим походженням назви є передання, згідно з яким пророчиця епохи Першого Храму — Хульда, проводила на цьому місці судові засідання. Деякі передання також поміщали на цьому місці і її гробницю.
Назва «Ворота Хульди» запозичене з опису Храмової гори в Мішні (Трактат Мідот 1:3). Опис поданий в Мішні, належить до священної зони Храмової гори в епоху Хасмонеїв.

## Археологічні дослідження
Розкопки цього району проведені у ХІХ столітті Чарльзом Ворреном виявили  серію проходів під потрійними воротами, частина яких розташована під  стіною і за її південним краєм. Вік цих пасажів і їх призначення невідомі, а останніми роками археологам не дозволено проводити розкопки через політичну нестабільність цього регіону для подальших досліджень. Проходи з обох воріт зараз використовуються вакфом як мечеті.

## Галерея

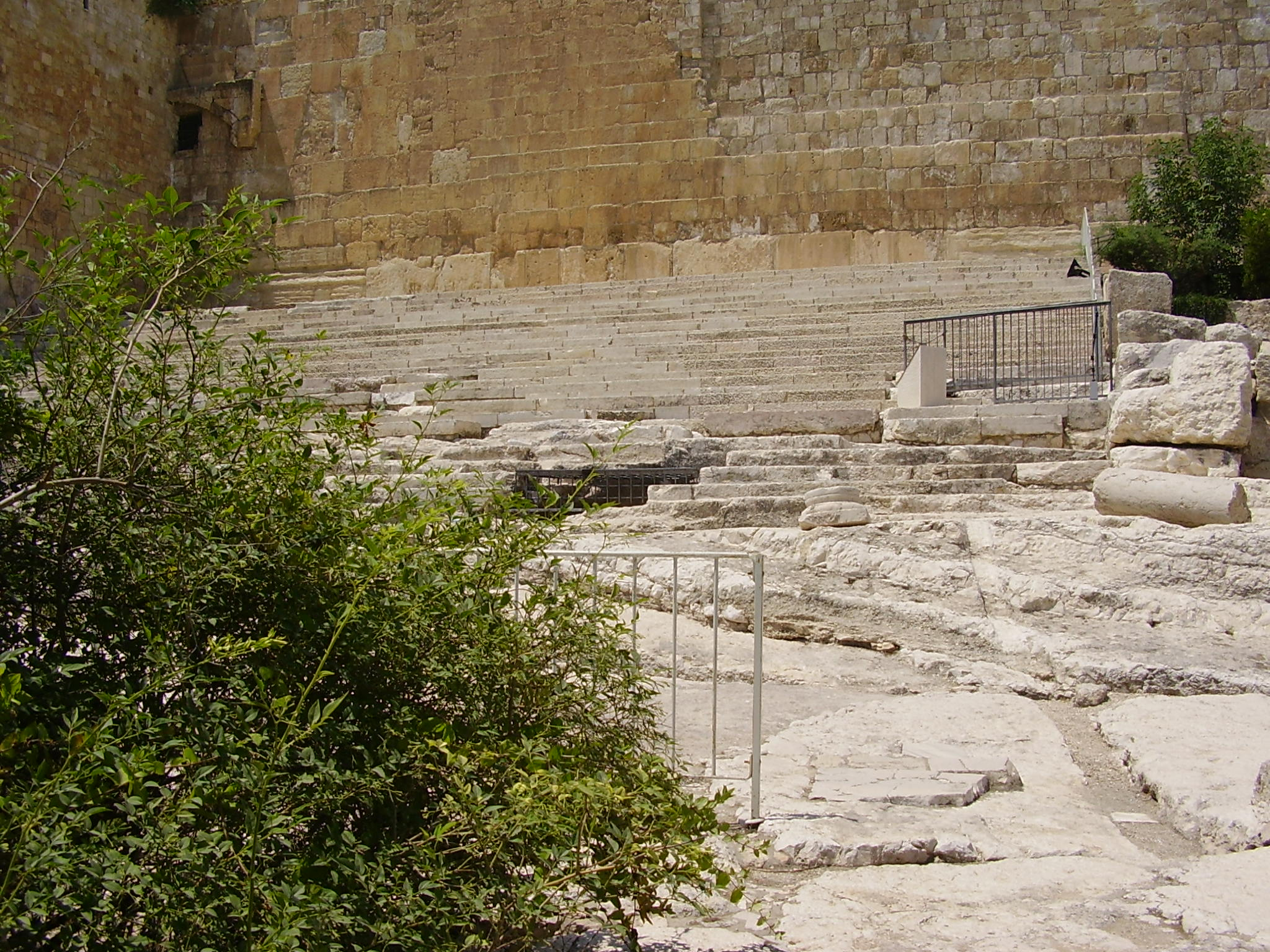
Сходини, що підходять до Подвійних воріт
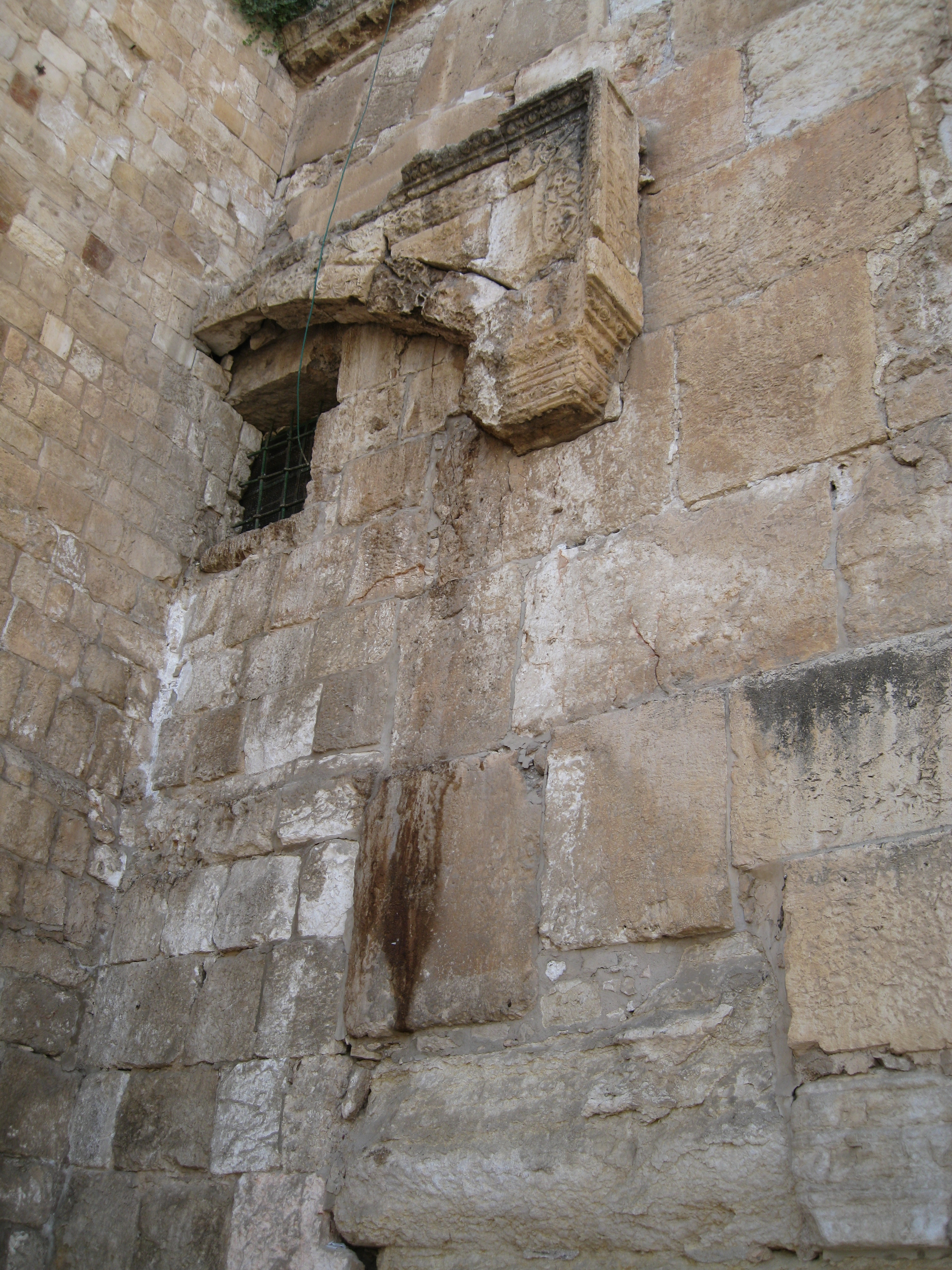
Видима частина Подвійних воріт
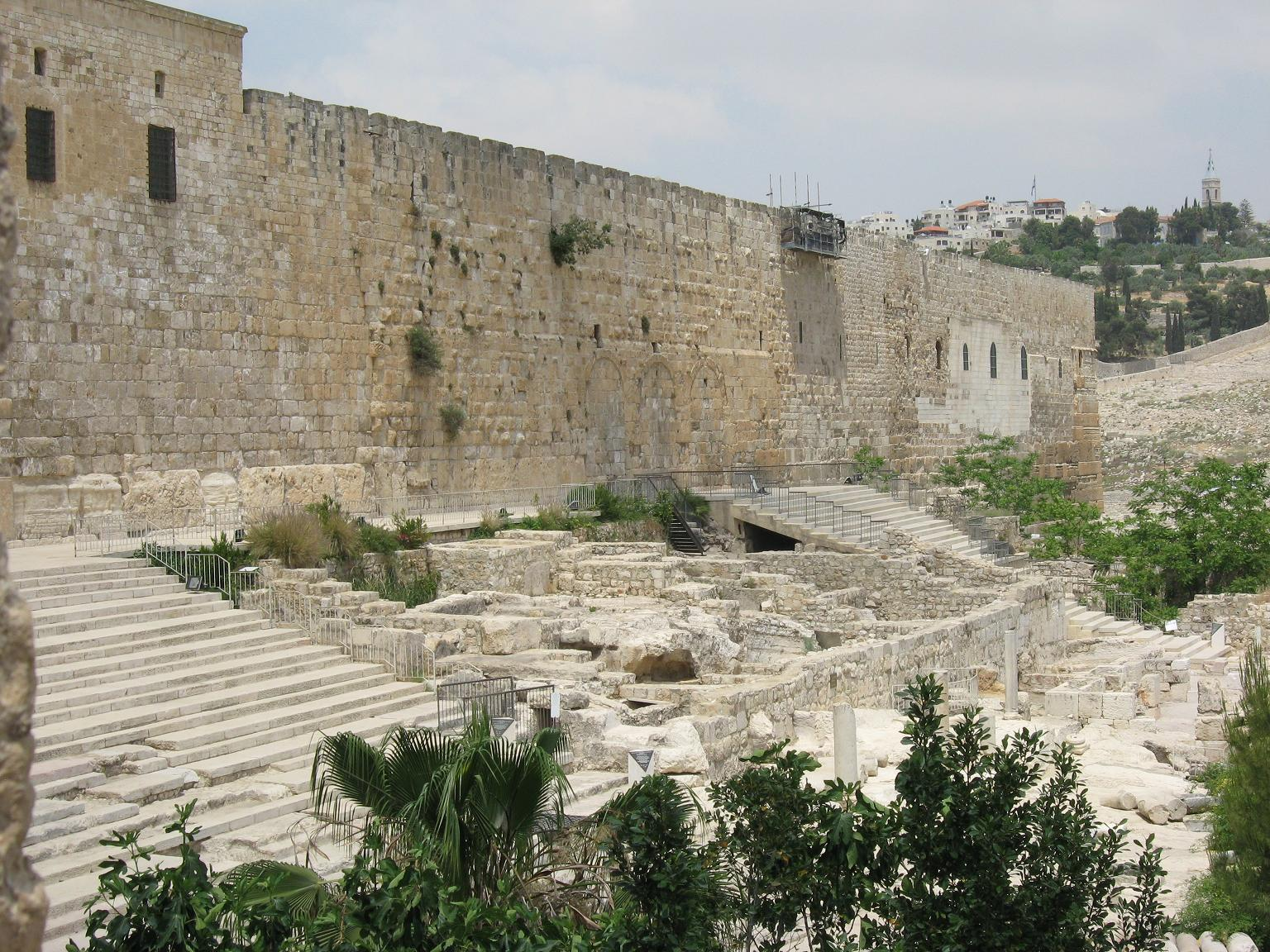
Потрійні ворота південної стіни
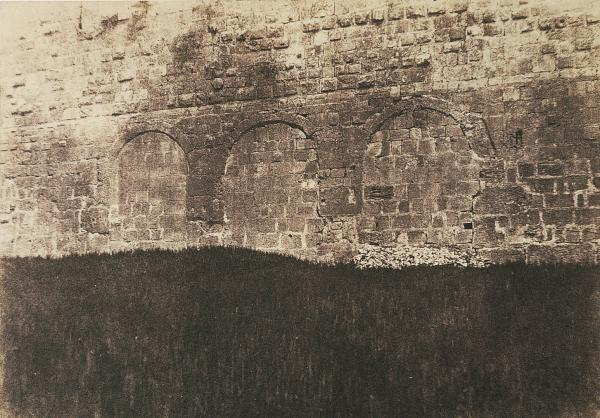
Потрійні ворота на фотографії 1855 року